# Maja Plisetskaja

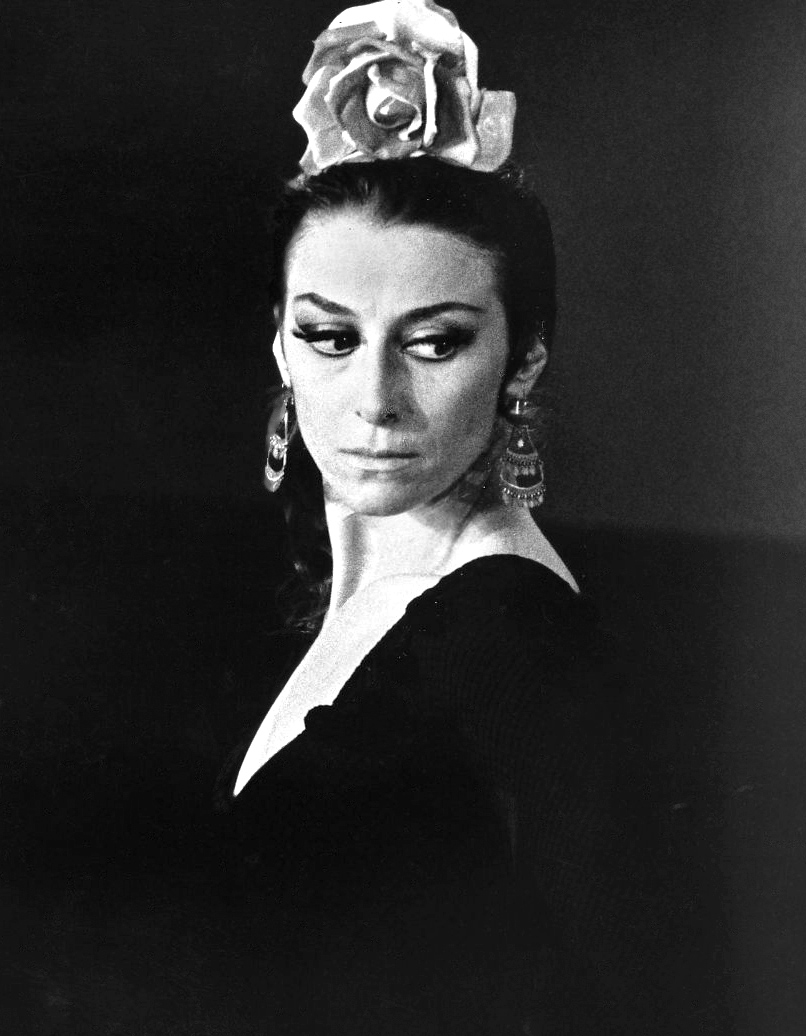
Maja Plisetskaja in 1974

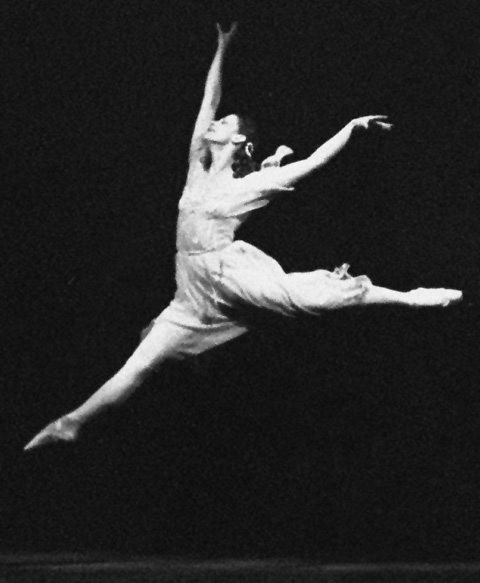
Plisetskaja in 1961 als ballerina

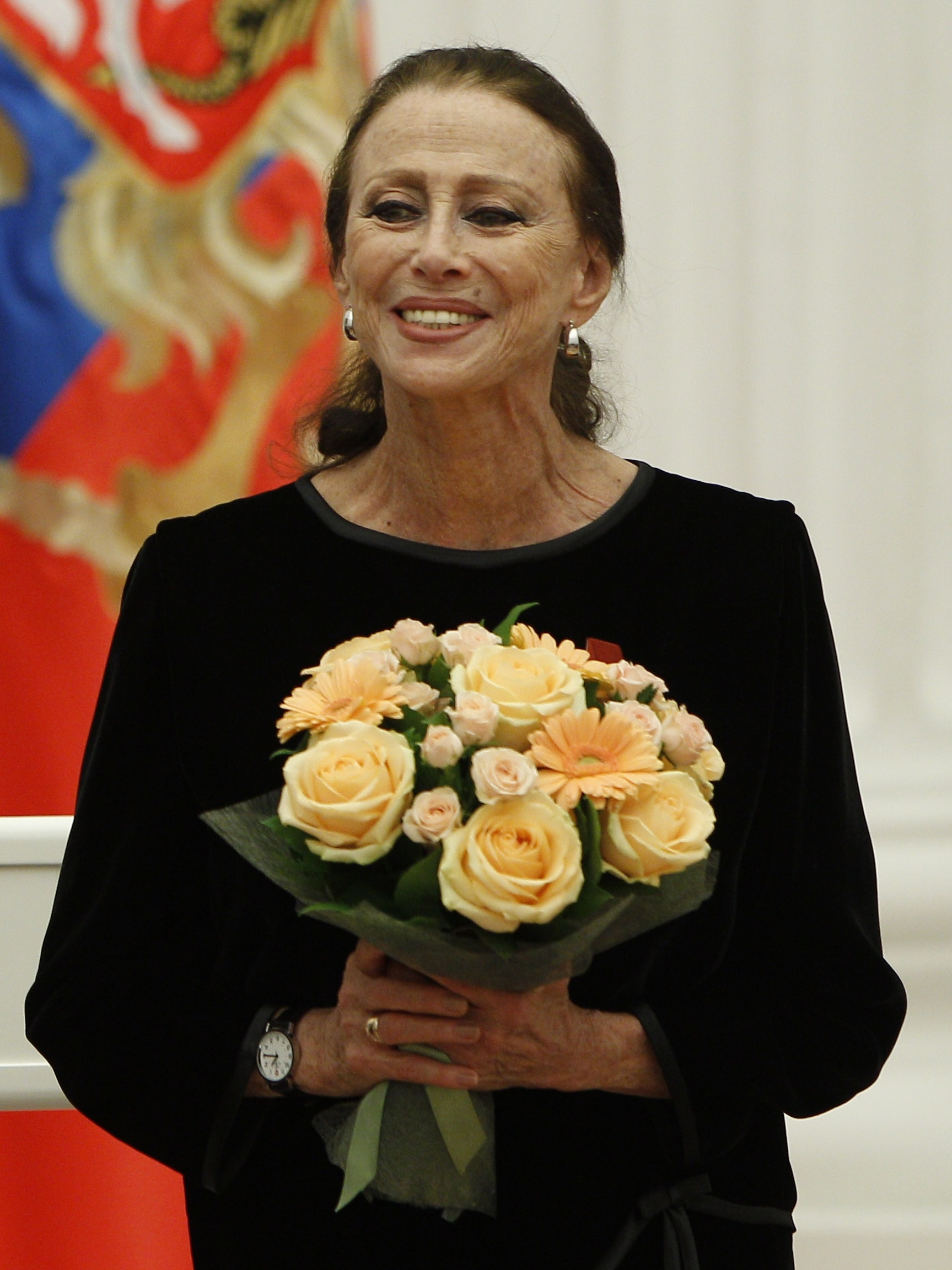
Plisetskaja in 2011 (© www.kremlin.ru)

Maja Michajlovna Plisetskaja (Russisch: Майя Михайловна Плисецкая) (Moskou, 20 november 1925 – München, 2 mei 2015) was een Russische ballerina, choreografe en actrice.

## Privéleven
Maja Plisetskaja kwam uit een vooraanstaande Russisch-Joodse familie. Haar vader was de diplomaat en ingenieur Michail Plisetski (1899-1938), haar moeder de actrice Rachel Messerer (1902-1993). Haar jongere broers Alexander (geboren in 1932) en Azari (1937) waren beiden danser en choreograaf.
In 1932 verhuisde het gezin naar Spitsbergen waar de vader de Russische kolenwinning moest organiseren. Dankzij zijn goede contacten met de Engelsen van het gemengde bedrijf Groemant slaagde Plisetski erin de kolenwinning te optimaliseren. Toen het gezin weer in Moskou woonde, werd Plisetski voor zijn werkzaamheden onderscheiden. Op 30 april 1937 werd hij echter aangehouden. Nadat zijn vrouw weigerde tegen hem te getuigen en veroordeeld werd tot verbanning naar Kazachstan, werd Plisetski op 8 januari 1938 geëxecuteerd als spion en volksvijand. Plisetskaja werd vanaf 1937 opgevoed door haar grootvader en haar tante, de ballerina en choreografe Sulamif Messerer. Haar moeder werd in 1941 vrijgelaten.
Plisetskaja trouwde in oktober 1958 met de componist Rodion Sjtsjedrin. Ze hadden geen kinderen. Op latere leeftijd woonde ze afwisselend in Moskou en München. Ze stierf op 89-jarige leeftijd aan een hartaanval.

## Carrière
Plisetskaja was al in 1934 op 9-jarige leeftijd toegelaten tot de choreografische school in Moskou. In 1937 trad ze voor het eerst op in het Bolsjojtheater in Moskou, in de Bolsjoj-versie van Doornroosje. In 1943 was ze klaar met haar studie en werd ballerina bij het Bolsjojballet. Tot 1990 bleef ze aan dit ballet verbonden.
Haar rollen waren onder andere Odetta-Odillija in het "Zwanenmeer" van Tsjajkovskij (vanaf 1947), Kitri in "Don Quijote" (vanaf 1951), "Anna Karenina" (1972) in een compositie van haar echtgenoot Rodion Sjtsjedrin en "Carmen" in de Carmen-suite van Bizet en Sjtsjedrin, de hoofdrollen in "Tsjajka"(1980) en "Dame met Hond" (1988, meteen haar laatste echte optreden). Kenners beschouwen haar als de beste Stervende zwaan uit de geschiedenis.
Heel lang werd haar, wegens het verleden van haar familie (officieel omdat een neef in het buitenland verbleef), verboden de Sovjet-Unie te verlaten. Dit bleef ook zo na de rehabilitatie van haar vader in 1956, als slachtoffer van de Stalin-terreur. Plisetskaja, die verplicht werd om ziekte te veinzen waardoor ze niet met het ballet naar het buitenland kon reizen, bracht de autoriteiten in grote verlegenheid door tijdens haar "ziekte" met het restant van het Bolsjojtheater optredens te organiseren waarop westerse ambassadeurs uitgenodigd waren.
In de jaren tachtig was ze enige tijd artistiek leider van het Teatro dell'Opera di Roma en het ballet van het Teatro Lirico Nacional in Madrid.